# Kimie Hatano
Kimie Hatano (畑野君枝, Hatano Kimie) est une femme politique japonaise née le 19 janvier 1957. Membre du Parti communiste japonais, elle est élue a la chambre des conseillers du Japon au scrutin proportionnelle pour la préfecture de Kanagawa.

## Jeunesse et études
Hatano naît le 19 janvier 1957 dans la ville de Kawasaki, dans la préfecture de Kanagawa. Elle rejoint le département Éducation de l'université nationale de Yokohama, où elle découvre le Parti communiste japonais par l'intermédiaire d'un camarade d'université. Elle en devient membre peu après. Après l'obtention de son diplôme, elle travaille en tant que enseignante à Kanagawa et à Tokyo.

## Carrière électorale
Après plusieurs candidatures échouées, dont une aux élections de la chambre des conseillers de 1995 (en), elle est finalement élue en juillet 1998 (en) à la chambre des Conseillers du Japon, représentant la préfecture de Kanagawa. Elle perd son siège en 2004, à la suite du déclin du Parti communiste.
Elle se présente ensuite à plusieurs élections, notamment aux élections législatives japonaises de 2012, ou les élections à la Chambre des conseillers du Japon de 2013, sans succès, avant de faire son entrée à la Diète en 2014, à la suite des élections législatives japonaises de 2014, élue à la représentation proportionnelle, revenant à la politique nationale pour la première fois en dix ans. Au sein de la Diète, elle fait partie de plusieurs commissions, comme celle des affaires juridiques et celle de l'éducation, de la culture, des sports, des sciences et de la technologie. 
Elle est de nouveau candidate lors des élections législatives japonaises de 2024, mais échoue à se faire réélire, en raison du faible nombre de voix à la relance proportionnelle effectué par le PCJ dans la région du Sud-Kantō. 

## Prises de position
Enseignante de profession, Hatano s'engage sur de nombreux problèmes du système éducatif japonais. Elle milite notamment pour une réduction des effectifs dans les classes, et le déblocage de plus de moyens pour les classes. Elle est également très impliquée dans les questions de pauvreté infantile, souhaitant faciliter l'accès des crèches aux jeunes parents, et plus d'aides. Elle est notamment à l'origine de la création d'un groupe parlementaire pluripartite spécialisé sur ces problématiques.
En 2021, en raison de la pandémie de coronavirus, elle demande l'annulation des Jeux olympiques de Tokyo, invoquant une précaution nécessaire pour tendre le plus possible vers un risque zéro.
Sur le plan social, elle est favorable à l'instauration de quotas afin de favoriser l'accès des minorités à certains postes, et se déclare favorable à la légalisation du mariage homosexuel au Japon. Comme la majorité des conseillers communistes, Hatano s'oppose à une révision de la constitution du Japon. Elle est également opposée à l'utilisation de l'énergie nucléaire, qu'elle soit militaire ou civile ; et souhaite favoriser grandement les énergies renouvelables.
À l'instar de Tomoko Kami et de plusieurs députés communistes, elle s'oppose également à l'accord de partenariat transpacifique, s'inquiétant de ses conséquences sur les travailleurs japonais. 

## Vie personnelle
Hatano est passionnée de mangas et d'animation japonaise depuis sa tendre enfance, et dessine des mangas depuis ses études. Elle admire notamment Osamu Tezuka.
Elle est mariée à un journaliste du Shinbun Akahata, lui aussi membre du Parti communiste japonais.